# Aymeric Laporte
Pour les articles homonymes, voir Laporte.
Aymeric Laporte , né le 27 mai 1994 à Agen, est un footballeur international espagnol d'origine française, qui évolue au poste de défenseur à Al-Nassr.
Il débute le football dans le club de sa ville natale, le SU Agen. Repéré par l'Athletic Bilbao, le jeune défenseur doit attendre ses seize ans pour quitter la France selon les règles de l'UEFA. Il passe donc quelques mois chez le club partenaire de l'Aviron bayonnais. En mai 2010, il passe donc du Pays basque français au Pays basque espagnol. Prêté un an à la filiale du club, le CD Basconia, en quatrième division, Laporte s'impose à partir de la saison 2012-2013 avec l'Athletic.
Aymeric Laporte devient titulaire au sein de l'équipe basque qui se qualifie pour la Ligue des champions 2013-2014. La saison suivante, l'Athletic Bilbao perd en finale de la Coupe du roi puis de la Supercoupe d'Espagne à la rentrée 2015. Laporte dispute également la Ligue Europa, avec un quart de finale en 2016.
En janvier 2018, Manchester City paye sa clause libératoire et fait de Laporte le second défenseur le plus cher de l'histoire du football. Laporte s'y impose pour l'exercice 2018-2019 avant de perdre sa place de titulaire face à la concurrence au sein de l'équipe jouant le titre et la Ligue des champions.
Passé par toutes les équipes françaises de jeunes dont il est le plus souvent capitaine, Aymeric Laporte n'a jamais joué pour l'équipe de France A. Appelé à trois reprises par Didier Deschamps à partir de 2016, le défenseur n'y joue pas en raison des choix du sélectionneur puis d'une blessure. En 2021, après plusieurs sollicitations depuis les sélections de jeunes, il est naturalisé espagnol et intègre l'équipe d'Espagne. Il dispute avec elle plusieurs compétitions internationales dont la Ligue des nations 2023 et l'Euro 2024 qu'il remporte.

## Biographie

### Enfance et formation
Aymeric Laporte commence le football au SU Agen à 5 ans et demi, en 2000, dans le club de sa ville natale. Il intègre par la suite la section sport-étude du collège Didier-Lamoulie de Miramont-de-Guyenne.
En 2009, lors de la Coupe nationale des cadets à Clairefontaine, il se fait remarquer par Bordeaux, venu deux fois à la charge, Arsenal et le Paris SG. Après un essai infructueux à l'Olympique de Marseille, Laporte est repéré par l'Athletic Bilbao lors d'un match amical de la sélection d'Aquitaine à Ciboure face à une équipe de jeunes du club espagnol,. Il est alors aussi suivi par les recruteurs du Liverpool FC. Cependant, n'ayant pas l'âge requis selon le règlement de l'UEFA (seize ans) pour pouvoir jouer dans un club étranger, il évolue avec l'Aviron bayonnais durant la saison 2009-2010, structure partenaire du club basque. Il s’entraîne alors à Bilbao durant la semaine avant de rejoindre l’Aviron le week-end pour les matchs. Bayonne n’est qu’une courte étape de six mois,.
Il rejoint officiellement Athletic Bilbao lors de l'été 2010 et vit avec son père, ancien rugbyman. Le club espagnol le recrute notamment au titre de ses origines basques (un grand-parent), conformément à sa politique nationaliste,. Aymeric Laporte n’a que seize ans lorsqu’il paraphe, le 7 février 2011, son premier contrat professionnel de trois saisons et demi avec l’Athletic Bilbao.

### Carrière en club

#### CD Baskonia (2011-2012)
L’Agenais poursuit sa progression au sein des équipes de jeunes du club basque. Avant d'en intégrer l'équipe réserve, le joueur doit cependant passer par la filiale du club, le CD Basconia, qui évolue en quatrième division lors de la saison 2011-2012. Recruté avec cinq autres Français, Laporte développe son espagnol et se mêle aux joueurs locaux. Lors de cette première saison professionnelle, Laporte est de nouveau courtisé par Liverpool, ainsi que par le FC Barcelone et le Paris SG.

#### Athletic Bilbao (2012-2018)

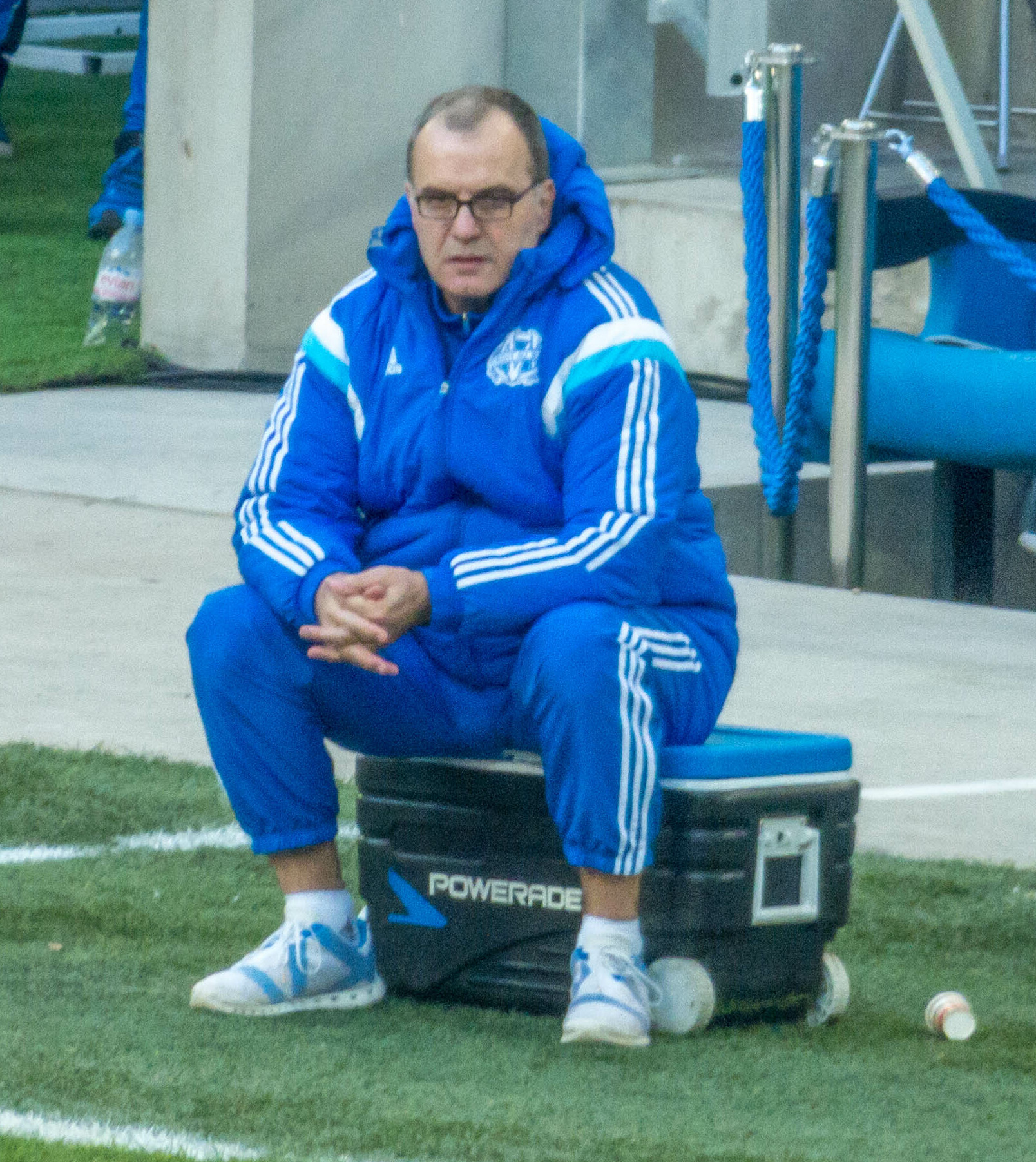
Marcelo Bielsa lance Laporte en professionnel.

Aymeric Laporte intègre l'équipe première de l'Athletic Bilbao pour la saison 2012-2013. Marcelo Bielsa lui fait jouer son premier match le 28 novembre 2012, lors d'un match de Ligue Europa contre l'Hapoël Ironi Kiryat Shmona. Il joue ensuite son premier match en Liga (D1) le 9 décembre 2012 contre le Celta Vigo.
Lors de la saison 2013-2014, il marque son premier but avec l'Athletic le 28 octobre 2013 contre Getafe, et est élu dans l'équipe type de la mi-saison,. Nommé dans l'équipe-type de la phase aller de Liga 2013-2014, il conserve cette place au terme de la saison aux côtés de l'Uruguayen Diego Godin (Atletico Madrid). Bilbao termine en quatrième position et se qualifie pour le tour préliminaire de Ligue des champions. Laporte est alors sollicité pour intégrer l'équipe A d'Espagne avant la Coupe du monde 2014 et refuse cette première avance.
En 2014-2015, Laporte découvre la Ligue des champions. Bilbao et son défenseur français sont finalistes de la Coupe d'Espagne. Ils disputent et remportent la Supercoupe espagnole 2015 à la rentrée suivante, le premier titre de Laporte.

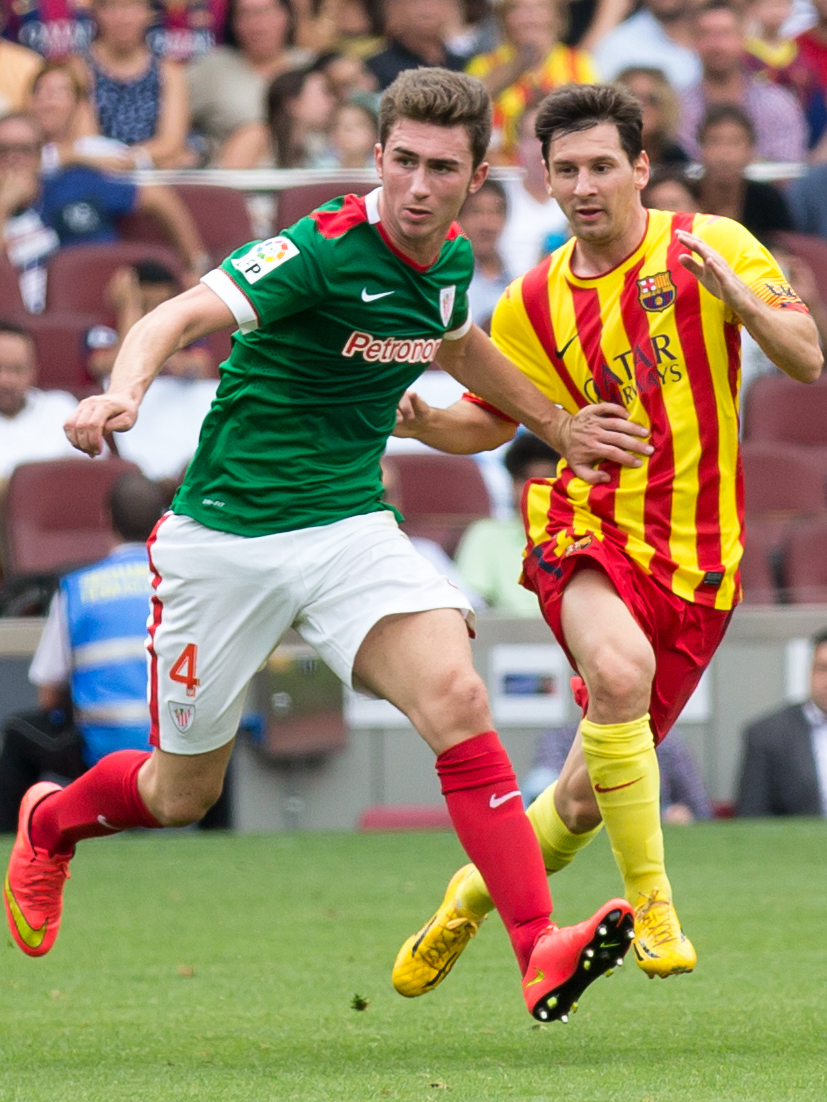
Laporte face à Lionel Messi en septembre 2014.

Sa saison 2015-2016 s'arrête à la fin du mois de mars 2016 après une blessure contractée en équipe de France espoirs. En août 2016, Laporte est convoité par Manchester City nouvellement entraîné par Pep Guardiola. Laporte déclare « Je n'ai que vingt-deux ans, j'ai le temps de progresser et voir d'autres horizons », prolonge son contrat jusqu'en 2020 et devient le joueur le mieux payé de l'effectif basque, passant de deux à 4,5 millions d'euros annuels.
L'exercice 2016-2017 ressemble aux précédents pour Laporte : titulaire au sein de la défense centrale d'une équipe disputant la Lique Europa et disputant la qualification l'édition suivante.
Son début de saison 2017-2018 est réussie, mais ne le voit toujours pas être récompensé d'une convocation en équipe de France A.
Le 29 janvier 2018, l'Athletic Bilbao annonce que la clause libératoire de son contrat, à hauteur de 65 millions d'euros, est réglée au siège de la Liga. Le joueur n'est donc plus lié au club. Laporte joue à 161 reprises en Liga espagnole avec Bilbao pour un total de 222 matchs en sept ans sous la tunique des Lions.

#### Manchester City (2018-2023)
Le 30 janvier 2018, Aymeric Laporte s'engage officiellement avec Manchester City en paraphant un contrat de cinq ans. Il devient alors le deuxième défenseur le plus cher du monde – après Virgil van Dijk à 84 millions d'euros – avec un transfert estimé à 65 millions d'euros. Aymeric ne dispute que treize matchs sur la seconde moitié de la saison 2017-2018.
Pour l'exercice suivant, Laporte s'impose dans l'axe de la défense mancunienne. En février 2019, il n'a manqué aucune journée de Premier League (27 matches dont 26 comme titulaire) et prolonge son contrat de deux années supplémentaires, jusqu'en 2025. En fin de saison 2018-2019, le défenseur français est le troisième joueur le plus utilisé par Pep Guardiola. L'équipe remporte toutes les compétitions nationales et donc le quadruplé Community Shield-Carabao Cup-FA Cup-Premier League. En fin de saison, Laporte est élu au sein de l'équipe-type de Premier League.
Le 31 août 2019, Laporte se blesse gravement lors d'un match de Premier League contre Brighton et sort sur civière alors qu'il vient d'être appelé en équipe de France par Didier Deschamps.
Lors de la saison 2020-2021, Aymeric est barré par la charnière centrale John Stones-Rúben Dias qui satisfait Guardiola. Le 25 avril 2021, Laporte inscrit de la tête l'unique but de la finale de la Coupe de la Ligue contre Tottenham Hotspur qui permet aux Citizens de remporter cette compétition pour la huitième fois en neuf finales,.
Le 23 août 2023, après plusieurs jours de rumeurs l'envoyant en Arabie saoudite, il annonce officiellement son départ du club.

#### Al-Nassr FC (depuis 2023)
Le 24 août 2023, Aymeric Laporte s'engage officiellement avec Al-Nassr en paraphant un contrat de trois ans pour un transfert aux alentours des 30 millions d'euros. Il joue son premier match de championnat le 25 août contre Al-Fateh (victoire 5-0). Le 1er février 2024, lors du match amical contre l'Inter Miami remporté 6-0 par son équipe, il marque un coup franc direct de plus de 60 mètres de distance.
À l'été 2025, le joueur souhaite obtenir la résiliation de son contrat en vue possiblement de rejoindre libre l'Athletic Bilbao. Selon Marca, le club saoudien refuse cette option et menace de n'inscrire Laporte qu'en Ligue des champions 2 de l'AFC, limitant ainsi son temps de jeu dans la saison et le mettant en difficulté dans la perspective d'intégrer la sélection espagnole pour la Coupe du monde 2026.

### Carrière internationale

#### Équipe de France (2011-2017)
Aymeric Laporte enchaîne les sélections avec le brassard de capitaine des différentes catégories d'âge chez les sélections de jeunes (U17, U18, U19 et Espoirs). Il est déjà approché par la Fédération espagnole pour en intégrer ses équipes jeunes.
Laporte est sélectionné en équipe de France des moins de 17 ans pour la Coupe du monde 2011 de la catégorie au Mexique. Aymeric Laporte participe à quatre des cinq matchs des Bleuets, dont deux comme titulaire. La France est éliminée en quarts par l'équipe locale (1–2). Le défenseur est capitaine de la sélection éliminée en quart de finale. Il est toujours le capitaine de l'équipe de France des moins de 19 ans, finaliste du Championnat d'Europe 2013.
Le défenseur passe ensuite chez les Espoirs (moins de 21 ans) dès 2013, à 19 ans. Début 2014, Laporte est contacté pour intégrer l'équipe A d'Espagne avant la Coupe du monde 2014 et déclare « Pour l'instant, je ne suis pas dans cette optique-là ». Fin 2015, alors capitaine des Espoirs français de Pierre Mankowski engagés en qualifications de l'Euro 2017, Laporte laisse entendre sur une radio basque qu’il pourrait répondre favorablement à une éventuelle convocation de la sélection espagnole. En mars 2016, il se blesse au cours d'un match contre l'Écosse espoirs. Atteint d'une fracture du péroné droit nécessitant une intervention chirurgicale, sa convalescence est estimée à plusieurs mois.

#### Équipe d'Espagne (depuis 2021)
Aymeric Laporte est convoqué pour la première fois en équipe de France A le 29 septembre 2016 par Didier Deschamps, pour les matches contre les Pays-Bas et la Bulgarie, qualificatifs pour la Coupe du monde 2018, mais il n'entre pas en jeu. Le 26 mars 2017, il est retenu par Didier Deschamps pour remplacer Adil Rami, blessé, pour un match amical contre l'Espagne. N'entrant pas de nouveau en jeu, il s'agit de sa dernière apparition sur une feuille de match de l'équipe de France. Dans les médias, le joueur de l'Athletic Bilbao multiplie les appels du pied au sélectionneur français, évoquant plusieurs fois sa « grosse désillusion » et rappelant à l'envi qu'il « ne pense qu'à l'équipe de France ». Laporte n'est pas retenu pour la Coupe du monde 2018.
Le 29 août 2019, il est convoqué par Didier Deschamps dans le cadre des deux rencontres de qualification à l'Euro 2020 contre l'Albanie et l'Andorre. Le sélectionneur français justifie son choix : « C'était une question de concurrence, comme chaque fois. Ce n'est pas la même réflexion qu'en juin, on n'est pas dans la même situation sportive. Il joue dans un grand club, il est performant, l'appeler me semblait logique ». Cependant, Laporte se blesse avec Manchester City entre-temps et n'y participe pas. Il ne sera plus jamais convoqué avec les Bleus, barré par l'émergence de jeunes défenseurs centraux gauchers en équipe de France (Clément Lenglet, Presnel Kimpembe).
Le 11 mai 2021, le journal Marca annonce que le natif d’Agen, tout juste naturalisé espagnol, jouera avec l'équipe d'Espagne lors de l’Euro 2020 prévu en juin 2021. Laporte fait partie de la sélection de 24 joueurs dévoilée par le sélectionneur Luis Enrique le 24 mai. Ce dernier compte sur Laporte pour reconstruire sa défense, affaiblie par la retraite internationale de Gerard Piqué et la perte de vitesse de Sergio Ramos. Le 4 juin 2021, il débute avec l'Espagne lors d'un match amical à Madrid face au Portugal (0-0). Le 15 juin 2021, il honore une seconde sélection lors du premier match de l'Espagne dans la Compétition de l'Euro 2020 contre la Suède (0-0). Sa troisième sélection a lieu au match suivant, le 23 juin 2021, la Roja affronte la Slovaquie et il
marque de la tête le second but de la rencontre (5-0).
Le 11 novembre 2022, il fait partie de la sélection de 26 joueurs établie par Luis Enrique pour participer à la Coupe du monde 2022.
En mai 2024, il figure dans une liste élargie de 29 joueurs appelés par Luis de la Fuente pour l'Euro 2024 puis il fait partie de la liste définitive de 26 joueurs publiée le 7 juin,. Titulaire en charnière centrale aux côtés de Robin Le Normand, Aymeric Laporte est un des contributeurs actifs de la victoire de l'Espagne dans cette compétition.

## Statistiques détaillées

### Par saison
Laporte joue à 161 reprises en Liga espagnole avec l'Athletic Bilbao.

| Saison                | Club                  | Championnat           | Championnat | Championnat | Championnat | Coupe nationale | Coupe nationale | Coupe nationale | Coupe de la Ligue | Coupe de la Ligue | Coupe de la Ligue | Supercoupe | Supercoupe | Supercoupe | Compétition(s) continentale(s) | Compétition(s) continentale(s) | Compétition(s) continentale(s) | Compétition(s) continentale(s) | Espagne | Espagne | Espagne | Total | Total | Total |
| Saison                | Club                  | Division              | M.          | B.          | P.d.        | M.              | B.              | P.d.            | M.                | B.                | P.d.              | M.         | B.         | P.d.       | Comp.                          | M.                             | B.                             | P.d.                           | M.      | B.      | P.d.    | M.    | B.    | P.d.  |
| 2012-2013             | Athletic Bilbao       | Liga                  | 15          | 0           | 0           | -               | -               | -               | -                 | -                 | -                 | -          | -          | -          | C3                             | 2                              | 0                              | 0                              | -       | -       | -       | 17    | 0     | 0     |
| 2013-2014             | Athletic Bilbao       | Liga                  | 35          | 2           | 0           | 3               | 0               | 0               | -                 | -                 | -                 | -          | -          | -          | -                              | -                              | -                              | -                              | -       | -       | -       | 38    | 2     | 0     |
| 2014-2015             | Athletic Bilbao       | Liga                  | 33          | 0           | 1           | 7               | 0               | 0               | -                 | -                 | -                 | -          | -          | -          | C1+C3                          | 7+2                            | 0                              | 1+0                            | -       | -       | -       | 49    | 0     | 2     |
| 2015-2016             | Athletic Bilbao       | Liga                  | 26          | 3           | 1           | 5               | 2               | 0               | -                 | -                 | -                 | 2          | 0          | 0          | C3                             | 12                             | 0                              | 0                              | -       | -       | -       | 45    | 5     | 1     |
| 2016-2017             | Athletic Bilbao       | Liga                  | 33          | 2           | 0           | 4               | 0               | 0               | -                 | -                 | -                 | -          | -          | -          | C3                             | 6                              | 0                              | 0                              | -       | -       | -       | 43    | 2     | 0     |
| 2017-2018             | Athletic Bilbao       | Liga                  | 19          | 0           | 1           | 1               | 0               | 0               | -                 | -                 | -                 | -          | -          | -          | C3                             | 10                             | 1                              | 0                              | -       | -       | -       | 30    | 1     | 1     |
| Sous-total            | Sous-total            | Sous-total            | 161         | 7           | 3           | 20              | 2               | 0               | -                 | -                 | -                 | 2          | 0          | 0          | -                              | 39                             | 1                              | 1                              | -       | -       | -       | 222   | 10    | 4     |
| 2017-2018             | Manchester City       | Premier League        | 9           | 0           | 0           | 1               | 0               | 0               | -                 | -                 | -                 | -          | -          | -          | C1                             | 3                              | 0                              | 0                              | -       | -       | -       | 13    | 0     | 0     |
| 2018-2019             | Manchester City       | Premier League        | 35          | 3           | 3           | 4               | 0               | 0               | 1                 | 0                 | 0                 | 1          | 0          | 0          | C1                             | 10                             | 2                              | 0                              | -       | -       | -       | 51    | 5     | 3     |
| 2019-2020             | Manchester City       | Premier League        | 15          | 1           | 0           | 2               | 0               | 0               | 0                 | 0                 | 0                 | 0          | 0          | 0          | C1                             | 3                              | 0                              | 0                              | -       | -       | -       | 20    | 1     | 0     |
| 2020-2021             | Manchester City       | Premier League        | 16          | 0           | 0           | 4               | 0               | 0               | 3                 | 2                 | 0                 | -          | -          | -          | C1                             | 4                              | 0                              | 0                              | 7       | 1       | 0       | 34    | 3     | 0     |
| 2021-2022             | Manchester City       | Premier League        | 33          | 4           | 0           | 2               | 0               | 0               | 0                 | 0                 | 0                 | 0          | 0          | 0          | C1                             | 9                              | 0                              | 0                              | 8       | 0       | 0       | 52    | 4     | 0     |
| 2022-2023             | Manchester City       | Premier League        | 12          | 0           | 0           | 5               | 0               | 0               | 3                 | 0                 | 0                 | -          | -          | -          | C1                             | 4                              | 0                              | 0                              | 9       | 0       | 0       | 33    | 0     | 0     |
| 2023-2024             | Manchester City       | Premier League        | 1           | 0           | 0           | -               | -               | -               | -                 | -                 | -                 | -          | -          | -          | -                              | -                              | -                              | -                              | -       | -       | -       | 1     | 0     | 0     |
| Sous-total            | Sous-total            | Sous-total            | 121         | 8           | 3           | 18              | 0               | 0               | 7                 | 2                 | 0                 | 1          | 0          | 0          | -                              | 33                             | 2                              | 0                              | 24      | 1       | 0       | 204   | 13    | 3     |
| 2023-2024             | Al-Nassr FC           | Pro League            | 27          | 4           | 1           | 4               | 0               | 0               | -                 | -                 | -                 | 1          | 0          | 0          | ACL                            | 7                              | 0                              | 0                              | 11      | 0       | 0       | 50    | 4     | 1     |
| 2024-2025             | Al-Nassr FC           | Pro League            | 20          | 4           | 0           | 2               | 0               | 0               | -                 | -                 | -                 | 2          | 0          | 0          | ACL                            | 6                              | 1                              | 0                              | 5       | 1       | 0       | 35    | 6     | 0     |
| Sous-total            | Sous-total            | Sous-total            | 47          | 8           | 1           | 6               | 0               | 0               | -                 | -                 | -                 | 3          | 0          | 0          | -                              | 13                             | 1                              | 0                              | 16      | 1       | 0       | 85    | 10    | 1     |
| Total sur la carrière | Total sur la carrière | Total sur la carrière | 329         | 23          | 7           | 44              | 2               | 0               | 7                 | 2                 | 0                 | 6          | 0          | 0          | -                              | 85                             | 4                              | 1                              | 40      | 2       | 0       | 511   | 33    | 8     |

### Liste des matchs internationaux
| Matchs internationaux d'Aymeric Laporte avec l'Espagne | Matchs internationaux d'Aymeric Laporte avec l'Espagne | Matchs internationaux d'Aymeric Laporte avec l'Espagne | Matchs internationaux d'Aymeric Laporte avec l'Espagne | Matchs internationaux d'Aymeric Laporte avec l'Espagne | Matchs internationaux d'Aymeric Laporte avec l'Espagne | Matchs internationaux d'Aymeric Laporte avec l'Espagne              |
|                                                        | Date                                                   | Lieu                                                   | Adversaire                                             | Résultat                                               | Compétition                                            | Note                                                                |
| ------------------------------------------------------ | ------------------------------------------------------ | ------------------------------------------------------ | ------------------------------------------------------ | ------------------------------------------------------ | ------------------------------------------------------ | ------------------------------------------------------------------- |
| 1.                                                     | 4 juin 2021                                            | Wanda Metropolitano, Madrid, Espagne                   | Portugal                                               | 0 - 0                                                  | Match amical                                           | Titulaire et remplacé à la 79e minute de jeu par César Azpilicueta. |
| 2.                                                     | 14 juin 2021                                           | Stade olympique de Séville, Séville, Espagne           | Suède                                                  | 0 - 0                                                  | Euro 2020                                              | Titulaire.                                                          |
| 3.                                                     | 19 juin 2021                                           | Stade olympique de Séville, Séville, Espagne           | Pologne                                                | 1 - 1                                                  | Euro 2020                                              | Titulaire.                                                          |
| 4.                                                     | 23 juin 2021                                           | Stade olympique de Séville, Séville, Espagne           | Slovaquie                                              | 0 - 5                                                  | Euro 2020                                              | Titulaire et 45+3e.                                                 |
| 5.                                                     | 27 juin 2021                                           | Parken Stadium, Copenhague, Danemark                   | Croatie                                                | 5 - 3                                                  | Euro 2020                                              | Titulaire.                                                          |
| 6.                                                     | 2 juillet 2021                                         | Gazprom Arena, Île Krestovski, Russie                  | Suisse                                                 | 1 - 1 3-1 t.a.b                                        | Euro 2020                                              | Titulaire.                                                          |
| 7.                                                     | 6 juillet 2021                                         | Stade de Wembley, Londres, Royaume-Uni                 | Italie                                                 | 1 - 1 2-4 t.a.b                                        | Euro 2020                                              | Titulaire.                                                          |
| 8.                                                     | 2 septembre 2021                                       | Friends Arena, Solna, Suède                            | Suède                                                  | 2 - 1                                                  | Éliminatoires de la Coupe du monde 2022                | Titulaire.                                                          |
| 9.                                                     | 5 septembre 2021                                       | Estadio Nuevo Vivero, Badajoz, Espagne                 | Géorgie                                                | 4 - 0                                                  | Éliminatoires de la Coupe du monde 2022                | Titulaire et remplacé à la 46e minute de jeu par Raúl Albiol.       |
| 10.                                                    | 8 septembre 2021                                       | Stade de Fadil Vokrri, Pristina, Kosovo                | Géorgie                                                | 0 - 2                                                  | Éliminatoires de la Coupe du monde 2022                | Titulaire.                                                          |
| 11.                                                    | 6 octobre 2021                                         | Giuseppe-Meazza, Milan, Italie                         | Italie                                                 | 1 - 2                                                  | Phase finale de la Ligue des nations 2020-2021         | Titulaire.                                                          |
| 12.                                                    | 10 octobre 2021                                        | Giuseppe-Meazza, Milan, Italie                         | France                                                 | 1 - 2                                                  | Phase finale de la Ligue des nations 2020-2021         | Titulaire.                                                          |
| 13.                                                    | 11 novembre 2021                                       | Stade olympique d'Athènes, Athènes, Grèce              | Grèce                                                  | 0 - 1                                                  | Éliminatoires de l'Euro 2024                           | Titulaire.                                                          |
| 14.                                                    | 14 novembre 2021                                       | Stade olympique de Séville, Séville, Espagne           | Suède                                                  | 1 - 0                                                  | Éliminatoires de l'Euro 2024                           | Titulaire.                                                          |
| 15.                                                    | 29 mars 2022                                           | Stade de Riazor, La Corogne, Espagne                   | Islande                                                | 5 - 0                                                  | Match amical                                           | Titulaire.                                                          |
| 16.                                                    | 17 novembre 2022                                       | Stade international d'Amman, Amman, Jordanie           | Jordanie                                               | 1 - 3                                                  | Match amical                                           | Titulaire.                                                          |
| 17.                                                    | 23 novembre 2022                                       | Stade Al-Thumama, Doha, Qatar                          | Costa Rica                                             | 7 - 0                                                  | Coupe du monde 2022                                    | Titulaire.                                                          |
| 18.                                                    | 27 novembre 2022                                       | Stade Al-Bayt, Al-Khor, Qatar                          | Allemagne                                              | 1 - 1                                                  | Coupe du monde 2022                                    | Titulaire.                                                          |
| 19.                                                    | 6 décembre 2022                                        | Stade Education City, Al-Rayyan, Qatar                 | Maroc                                                  | 0 - 0 3-0 t.a.b                                        | Coupe du monde 2022                                    | Titulaire.                                                          |
| 20.                                                    | 25 mars 2023                                           | Stade de La Rosaleda, Malaga, Espagne                  | Norvège                                                | 3 - 0                                                  | Éliminatoires de l'Euro 2024                           | Titulaire.                                                          |
| 21.                                                    | 15 juin 2023                                           | De Grolsch Veste, Enschede, Pays-Bas                   | Italie                                                 | 2 - 1                                                  | Phase finale de la Ligue des nations 2022-2023         | Titulaire.                                                          |
| 22.                                                    | 18 juin 2023                                           | Stade Feijenoord, Rotterdam, Pays-Bas                  | Croatie                                                | 0 - 0 4-5 t.a.b                                        | Phase finale de la Ligue des nations 2022-2023         | Titulaire.                                                          |
| 23.                                                    | 8 septembre 2023                                       | Stade Boris-Paichadze, Tbilissi, Géorgie               | Géorgie                                                | 1 - 7                                                  | Éliminatoires de l'Euro 2024                           | Titulaire.                                                          |
| 24.                                                    | 12 septembre 2023                                      | Nuevo Los Cármenes, Grenade, Espagne                   | Chypre                                                 | 6 - 0                                                  | Éliminatoires de l'Euro 2024                           | Titulaire.                                                          |
| 25.                                                    | 12 octobre 2023                                        | Stade olympique de Séville, Séville, Espagne           | Écosse                                                 | 2 - 0                                                  | Éliminatoires de l'Euro 2024                           | Titulaire.                                                          |
| 26.                                                    | 15 octobre 2023                                        | Ullevaal Stadion, Oslo, Norvège                        | Norvège                                                | 0 - 1                                                  | Éliminatoires de l'Euro 2024                           | Titulaire.                                                          |
| 27.                                                    | 22 mars 2024                                           | Stade de Londres, Londres, Royaume-Uni                 | Colombie                                               | 0 - 1                                                  | Match amical                                           | Titulaire.                                                          |
| 28.                                                    | 26 mars 2024                                           | Stade Santiago-Bernabéu, Madrid, Espagne               | Brésil                                                 | 3 - 3                                                  | Match amical                                           | Titulaire.                                                          |
| 29.                                                    | 8 juin 2024                                            | Stade de Son Moix, Palma, Espagne                      | Irlande du Nord                                        | 5 - 1                                                  | Match amical                                           | Entre en jeu à la place de Nacho à la 53e minute de jeu.            |
| 30.                                                    | 20 juin 2024                                           | Arena AufSchalke, Gelsenkirchen, Allemagne             | Italie                                                 | 1 - 0                                                  | Euro 2024                                              | Titulaire.                                                          |
| 31.                                                    | 24 juin 2024                                           | Düsseldorf Arena, Düsseldorf, Allemagne                | Albanie                                                | 0 - 1                                                  | Euro 2024                                              | Titulaire et remplacé à la 46e minute de jeu par Robin Le Normand.  |
| 32.                                                    | 30 juin 2024                                           | Stade de Cologne, Cologne, Allemagne                   | Géorgie                                                | 4 - 1                                                  | Euro 2024                                              | Titulaire.                                                          |
| 33.                                                    | 5 juillet 2024                                         | Stuttgart Arena, Stuttgart, Allemagne                  | Allemagne                                              | 2 - 1 a. p.                                            | Euro 2024                                              | Titulaire.                                                          |
| 34.                                                    | 9 juillet 2024                                         | Munich Football Arena, Munich, Allemagne               | France                                                 | 2 - 1                                                  | Euro 2024                                              | Titulaire.                                                          |
| 35.                                                    | 14 juillet 2024                                        | Olympiastadion, Berlin, Allemagne                      | Angleterre                                             | 2 - 1                                                  | Euro 2024                                              | Titulaire.                                                          |
| 36.                                                    | 5 septembre 2024                                       | Stade de l'Étoile rouge, Belgrade, Serbie              | Serbie                                                 | 0 - 0                                                  | Ligue des nations 2024-2025                            | Titulaire.                                                          |
| 37.                                                    | 8 septembre 2024                                       | Stade de Genève, Genève, Suisse                        | Suisse                                                 | 1 - 4                                                  | Ligue des nations 2024-2025                            | Titulaire.                                                          |
| 38.                                                    | 12 octobre 2024                                        | Stade Enrique-Roca de Murcie, Murcie, Espagne          | Danemark                                               | 1 - 0                                                  | Ligue des nations 2024-2025                            | Titulaire.                                                          |
| 39.                                                    | 15 octobre 2024                                        | Stade Nuevo Arcángel, Cordoue, Espagne                 | Serbie                                                 | 3 - 0                                                  | Ligue des nations 2024-2025                            | Titulaire et 6e.                                                    |
| 40.                                                    | 15 novembre 2024                                       | Parken Stadium, Copenhague, Danemark                   | Danemark                                               | 1 - 2                                                  | Ligue des nations 2024-2025                            | Titulaire.                                                          |

## Palmarès

### En club
| Athletic Bilbao (1)                                                            | Manchester City (13) | Al-Nassr FC                                                                                              |
| ------------------------------------------------------------------------------ | --- | --- |
| - Supercoupe d'Espagne - Vainqueur : 2015 - Coupe d'Espagne - Finaliste : 2015 | - Ligue des champions - Vainqueur : 2023 - Finaliste : 2021 - Supercoupe de l'UEFA - Vainqueur : 2023 - Champion d'Angleterre - Champion : 2018, 2019, 2021, 2022 et 2023 - Vice-champion : 2020 - Coupe d'Angleterre - Vainqueur : 2019 et 2023. - Coupe de la Ligue - Vainqueur : 2018, 2019 et 2021 - Community Shield - Vainqueur : 2018 - Finaliste : 2023 | - Championnat d'Arabie saoudite - Vice-champion : 2024 - Supercoupe d'Arabie saoudite - Finaliste : 2024 |

### En sélection
Avec l'Espagne, Aymeric Laporte est finaliste de la Ligue des nations en 2021 et vainqueur de la Ligue des nations en 2023. Il remporte également l'Euro en 2024.
| Espagne (2)                                                                                                |
| --- |
| - Ligue des nations : - Vainqueur : 2021. - Finaliste : 2023. - Championnat d'Europe : - Vainqueur : 2024. |

### Distinctions personnelles
Sur le plan individuel, Aymeric Laporte est nommé dans l'équipe-type de la phase aller de la Liga 2013-2014. Il conserve sa place au terme de la saison, sa seconde en première division, aux côtés de l'Uruguayen Diego Godín (Atletico Madrid).
Laporte est ensuite membre de l'équipe-type de Premier League au terme de l’exercice 2018-2019.